# Vol TWA 841
Le vol TWA 841 était un vol national régulier reliant l'aéroport international de New York - John-F.-Kennedy, dans l'État de New York, à l'aéroport international de Minneapolis-Saint-Paul, dans le Minnesota, aux États-Unis. Le 4 avril 1979, vers 21 h 48 EST, alors qu'il survolait la ville de Saginaw, près de Détroit, dans le Michigan, le Boeing 727-31 de la Trans World Airlines (TWA) entama un brusque tonneau vers la droite et entra ensuite dans un plongeon en spirale vers le sol. Les pilotes parvinrent toutefois à reprendre le contrôle de l'avion et réalisèrent un atterrissage d'urgence réussi sur l'aéroport métropolitain de Détroit.
Il n'y eut que quelques blessés légers et l'avion put être réparé et reprendre du service un mois plus tard. Sa nature et ses causes font du cas du vol 841 un évènement très particulier dans l'histoire de l'aéronautique civile,.

## Contexte

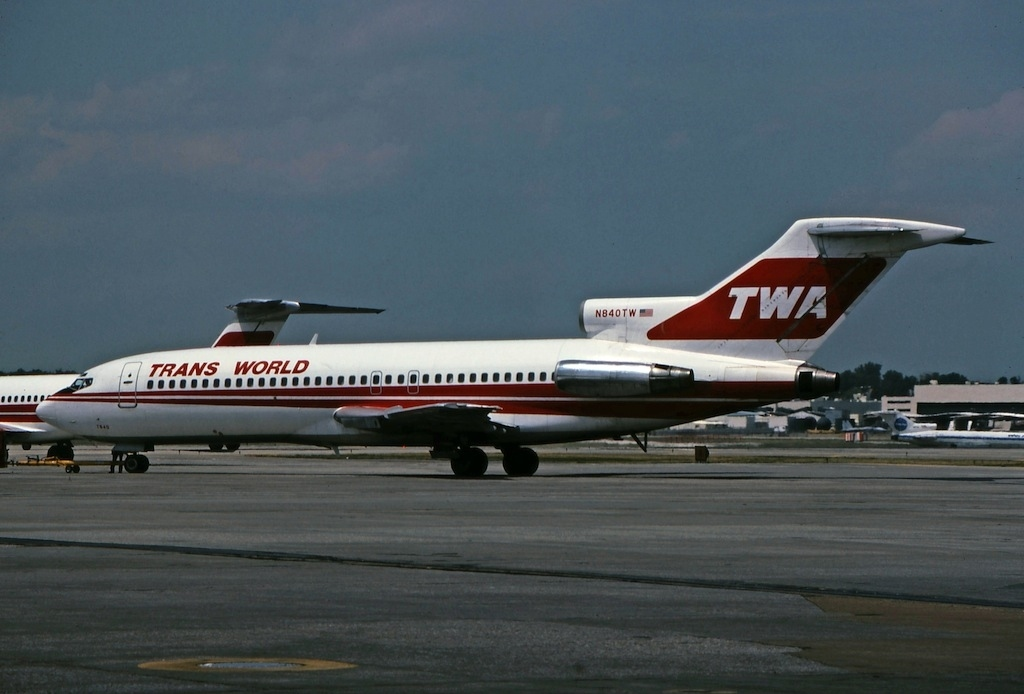
Le Boeing 727 impliqué (N840TW), photographié à l'aéroport international de Lambert-Saint-Louis en août 1984, cinq ans après l'incident.

L'avion impliqué dans l'incident était un Boeing 727-31, immatriculé N840TW, appartenant à la compagnie aérienne Trans World Airlines (TWA) et opéré par celle-ci. Acheté auprès de Boeing le 13 juillet 1965, il avait été certifié et entretenu en accord avec les règlementations aéronautiques et totalisait 35 412 heures de vol au moment de l'incident. Il avait reçu une visite de maintenance de type C le 1er mars 1979 et avait effectué 230 h 13 min de vol depuis cette maintenance programmée. Lors de celle-ci, des fuites hydrauliques suspectées au niveau des différents becs de bord d'attaque avaient été invalidées ou réparées. Le carénage du rail de guidage du bec no 7 avait également été réparé. Le rapport final des opérations de maintenance ne mentionnait rien de particulier et l'avion put reprendre son service normalement.
La météo dans la zone de l'incident le soir du 4 avril 1979 était calme et assez dégagée, avec seulement quelques nuages épars et une neige légère à basse altitude, tandis que le vent mesuré par le National Weather Service était faible, avec des vitesses de l'ordre des 5 nœuds provenant du nord dans la zone de Saginaw.
L'équipage aux commandes de l'avion était qualifié et certifié pour le vol et avait reçu l'entraînement prévu par la règlementation. Le jour de l'incident, les pilotes avaient commencé leur service à 13 h 45 par un vol vers New York, avec une escale à Philadelphie, en Pennsylvanie, puis étaient arrivés à l'aéroport JFK vers 17 h 20. Tous les membres d'équipage avaient déclaré ne pas être fatigués le jour du 4 avril. Le commandant du vol 841, le capitaine Harvey « Hoot » Gibson, avait obtenu sa première qualification de commandant de bord sur 727 le 3 février 1969. Ensuite, il avait officié comme copilote sur de nombreux types d'appareils variés, incluant le Boeing 747 de novembre 1977 à décembre 1978. Il fut ensuite placé en arrêt maladie de fin décembre 1978 jusqu'au 11 mars 1979 en raison d'une fracture à la cheville. Les 15 et 16 mars 1979, il effectua un stage de recyclage sur le 727 au sol, puis effectua quatre heures sur simulateur de 727 les 19 et 20 mars. Après plusieurs tests et vols de validation, il reçut l'autorisation de reprendre du service en tant que commandant de bord sur le 727, effectuant son premier vol de ligne complet depuis son retour de maladie le 3 avril 1979. Sur la période de 90 jours précédant l'incident du 4 avril, le pilote n'avait réalisé qu'un total de 21 h 50 min de vol sur le Boeing 727.

## Incident
À 20 h 25 EST, le Boeing 727 du vol 841 TWA décolla de l'aéroport international JFK, après un retard de 45 minutes dû à une congestion du trafic aérien. Après avoir couvert une distance de 870 km, l'appareil volait en régime de croisière à une altitude de 12 000 m près de la ville de Saginaw, dans le Michigan. Le 727 était en pilotage automatique, en mode « Altitude Hold » (maintien d'altitude), lorsque — d'après le capitaine Harvey « Hoot » Gibson — l'appareil entama un brusque départ en roulis vers la droite. L'équipage désactiva immédiatement le pilote automatique et tenta de remettre l'avion à plat en palier. Malgré les meilleurs efforts de l'équipage, notamment en jouant des ailerons puis du palonnier et en sortant les aérofreins, l'avion se mit en spirale à la verticale et perdit environ 10 000 m d'altitude en seulement 63 secondes. Pendant le plongeon, l'avion effectua deux tonneaux complets et dépassa le nombre de Mach limite admissible par la structure du 727, avec une vitesse maximale de Mach 0,96,.
L'équipage ne parvint à récupérer l'avion qu'à une altitude de 1 500 m, après avoir sorti le train d'atterrissage pour créer de la traînée et ainsi tenter de ralentir l'avion,,. Comme les pilotes avaient fortement tiré sur les commandes pour redresser l'avion, celui-ci effectua une brutale remontée à un angle de 50° — sans décrocher — jusqu'à une altitude de 3 900 m, à laquelle les pilotes repoussèrent les commandes et parvinrent à stabiliser l'appareil,. Après avoir encaissé des accélérations de 6 g et un plongeon à des vitesses presque supersoniques, l'avion fut fortement endommagé mais il parvint à effectuer un atterrissage d'urgence sans encombre supplémentaire à l'aéroport de Détroit, à 22 h 31 EST. À son arrivée, les becs étaient bloqués, les volets pendaient sous les ailes, encore tenus par leurs circuits hydrauliques, les portes des logements du train d'atterrissage avaient été arrachées, l'extrémité de l'aile gauche avait disparu et il y avait une fuite de carburant et de liquide hydraulique,. En raison de l'état de l'avion, l'atterrissage dut être effectué à grande vitesse, les volets et becs ne pouvant plus être déployés pour abaisser la vitesse d'approche.
Il n'y eut aucun mort parmi les 82 passagers et les sept membres d'équipage. Huit passagers eurent des blessures mineures liées aux fortes accélérations subies, mais la plupart refusèrent d'aller à l’hôpital et rejoignirent leur destination plus tard dans la nuit via un autre vol.

## Enquête
Le Conseil national de la sécurité des transports américain (NTSB, National Transportation Safety Board) mena l'enquête sur l'accident. Dans son rapport final, publié en juin 1981, le NTSB conclut que la cause probable de l'incident était une erreur de pilotage.
Parmi les dégâts découverts après l'incident, les enquêteurs constatèrent que le bec de bord d'attaque no 7 avait disparu du bord d'attaque de l'aile droite du 727. Les enquêteurs du NTSB demandèrent à Boeing, constructeur de l'appareil, d'inspecter les restes du mécanisme de déploiement des becs (en anglais : slat), incluant une partie du « cylindre d'actionneur de bec » (en anglais : slat actuator cylinder), le nom donné au moteur qui déplace le bec et le maintient ensuite en position. Boeing détermina que le bec no 7 avait cédé parce que les becs avaient été déployés alors que l'avion volait à la vitesse de croisière. Le constructeur détermina également qu'il était tout simplement « impossible » que les becs sortent sans une manipulation de leur dispositif de commande.
Après avoir éliminé toutes les sources individuelles et combinées pouvant expliquer une défaillance mécanique, le NTSB détermina que le déploiement des becs avait été la conséquence d'une manipulation inappropriée des commandes des becs/volets par l'équipage de l'avion,. Les enquêteurs ont acquis la certitude que les pilotes de 727 — en général, et ceux de ce vol en particulier — avaient la mauvaise habitude de déployer les volets à un angle de 2° pendant les phases de vol de croisière à haute altitude, tandis qu'ils tiraient en même temps les boutons des disjoncteurs du circuit de commande des becs afin de les empêcher de se déployer,. Une idée reçue voulait que cette configuration totalement improvisée soit censée produire une portance plus importante sans toutefois produire plus de traînées, donc devant logiquement permettre d'atteindre des altitudes plus élevées et ainsi voler plus vite ou diminuer sa consommation de carburant. Les volets et les becs étaient toutefois conçus à la base pour être seulement déployés à des vitesses relativement faibles, lors des phases de décollage ou d'atterrissage, au cours desquelles ils permettaient de gagner de la portance.
L'équipage de l'avion, constitué du capitaine Harvey « Hoot » Gibson, du premier officier Scott Kennedy et de l'officier mécanicien navigant Garry Banks, refusa de reconnaître que ses actions avaient été la cause du déploiement des volets de l'avion :

« À aucun moment avant l'incident je n'ai entrepris une quelconque action dans le cockpit, intentionnelle ou par inadvertance, qui aurait causé le déploiement des becs de bord d'attaque ou des volets. Je n'ai pas non plus observé un quelconque autre membre d'équipage entreprendre une action dans le cockpit,  intentionnelle ou par inadvertance, qui aurait causé le déploiement,,. »

— Capt. Gibson
L'équipage suggéra à la place qu'un actionneur sur le bec no 7 avait connu une défaillance, causant son déploiement involontaire. Le NTSB rejeta cette affirmation, la considérant improbable, et attribua le déploiement des volets aux actions délibérées de l'équipage. L'équipage affirma que de telles défaillances étaient déjà arrivées sur d'autres 727, avant et après l'incident. Le rapport du NTSB nota que, entre 1970 et 1973, sept cas séparés impliquant le déploiement d'un seul bec de bord d'attaque furent rapportés, mais qu'aucun de ces rapports ne précisait si le déploiement des becs avait été dû à une action de l'équipage. Les rapports après 1974 incluaient cette information et, à l'exception du vol 174, seuls deux cas de problèmes de déploiement des becs furent rapportés entre l'année 1974 et la clôture de l'enquête du NTSB en 1981, un de ces deux cas étant la conséquence d'une manipulation involontaire de l'équipage.
L'équipage affirma qu'il n'avait pas engagé les volets, et le NTSB conclut que « si les témoignages de l'équipage étaient corrects », le déploiement des volets avait dû être causé par une défaillance ou un défaut mécanique. Toutefois, le NTSB conclut finalement que l'équipage avait probablement tenté d'utiliser 2° de volets à la vitesse de croisière :

« Pendant le vol de croisière à Mach 0,816 et 39 000 ft [11 900 m] d'altitude barométrique, et avec le pilote automatique ayant le contrôle de l'avion, une tentative fut effectuée de déployer 2° de volets indépendamment des becs de bord d'attaque, probablement dans une tentative d'améliorer les performances de l'avion,. »

Lorsque la rétraction des volets fut ordonnée, le bec no 7 ne parvint pas à se rétracter, causant le mouvement de roulis incontrôlable vers la droite de l'avion :

« Le Conseil de sécurité détermine que la cause probable de cet accident était l'isolation du bec de bord d'attaque no 7 en position partiellement ou totalement déployée après un déploiement des becs nos 2, 3 ,6 et 7 et la rétraction subséquente des nos 2, 3 et 6, et les actions prématurées du capitaine sur les commandes de vol pour contrer le roulis résultant de l'asymétrie des becs. Contribuant à la cause de l'accident figurait un mauvais alignement du bec no 7 qui, lorsqu'il était combiné avec les contraintes aérodynamiques du vol en régime de croisière, empêcha la rétraction du bec. Après avoir éliminé toutes les défaillances mécaniques individuelles ou combinées probables, ou des malfonctions qui pourraient mener à un déploiement du bec, le Conseil de sécurité a déterminé que le déploiement des becs était le résultat d'une manipulation des commandes de becs/volets par l'équipage. L'utilisation prématurée des commandes de vol par le capitaine fut probablement affectée par la distraction en raison de ses tentatives de corriger la source du problème de contrôle,. »

Le commandant de bord Gibson fit appel des conclusions du NTSB, d'abord auprès du NTSB, puis auprès de la cour d'appel des États-Unis pour le neuvième circuit,,. Les deux pétitions furent rejetées : la première en raison d'un manque de preuves et la deuxième en raison d'un manque de juridiction due à la « discrétion incontrôlable » du NTSB.
L'avion fut réparé et reprit du service à la fin du mois de mai 1979.

## Analyse des enregistreurs de vol
Si l'analyse de l'enregistreur de paramètres (ou FDR, pour Flight Data Recorder) fut relativement aisée, la boîte noire étant en parfait état lors de l'arrivée de l'avion au sol, il n'en fut pas de même pour l'enregistreur de voix du cockpit (ou CVR, pour Cockpit Voice Recorder) :
L'avion était équipé d'un CVR Fairchild Industries Model A-100. Toutefois, 21 minutes sur les 30 minutes que peut enregistrer la bande magnétique étaient vides. Les tests du CVR de l'avion ne révélèrent aucun défaut dans ses systèmes électrique et d'enregistrement. La bande magnétique contenant l'enregistrement peut être effacée par l'utilisation du bouton « effacement de masse » (anglais : « bulk-erase »), présent sur le panneau de contrôle du CVR à l'intérieur du cockpit. Ce système ne peut toutefois être activé que lorsque l'avion est au sol, avec les freins de parc engagés. Dans une déposition prise par le NTSB, le commandant de bord affirma qu'il activait habituellement l'effacement de masse du CVR à la fin de chaque vol, afin d'empêcher l'utilisation inappropriée des conversations enregistrées. Toutefois, dans ce cas précis, il ne parvenait pas à se rappeler s'il l'avait fait. Le NTSB publia la déclaration suivante dans son rapport :

« Nous pensons que l'effacement du CVR par le capitaine est un facteur que nous ne pouvons ignorer et sanctionner. Même si nous reconnaissons que les habitudes peuvent causer des actions non désirées ou intentionnelles de la part de l'acteur, nous avons des difficultés à accepter le fait que l'habitude présumée du capitaine à effacer de façon routinière le CVR après chaque vol n'ait pu être retenue après un vol au cours duquel un désastre n'avait été évité que de justesse. Notre scepticisme persiste, même si le CVR n'aurait contenu aucune information contemporaine au sujet des évènements qui ont immédiatement précédé la perte de contrôle, parce que nous pensons qu'il est probable que les 25 minutes ou plus d'enregistrement qui ont précédé l'atterrissage à Détroit auraient pu apporter des indices à propos des causes et pourraient avoir servi à rafraîchir la mémoire de l’équipage au sujet de l'ensemble de l'incident,. »

## Explications techniques

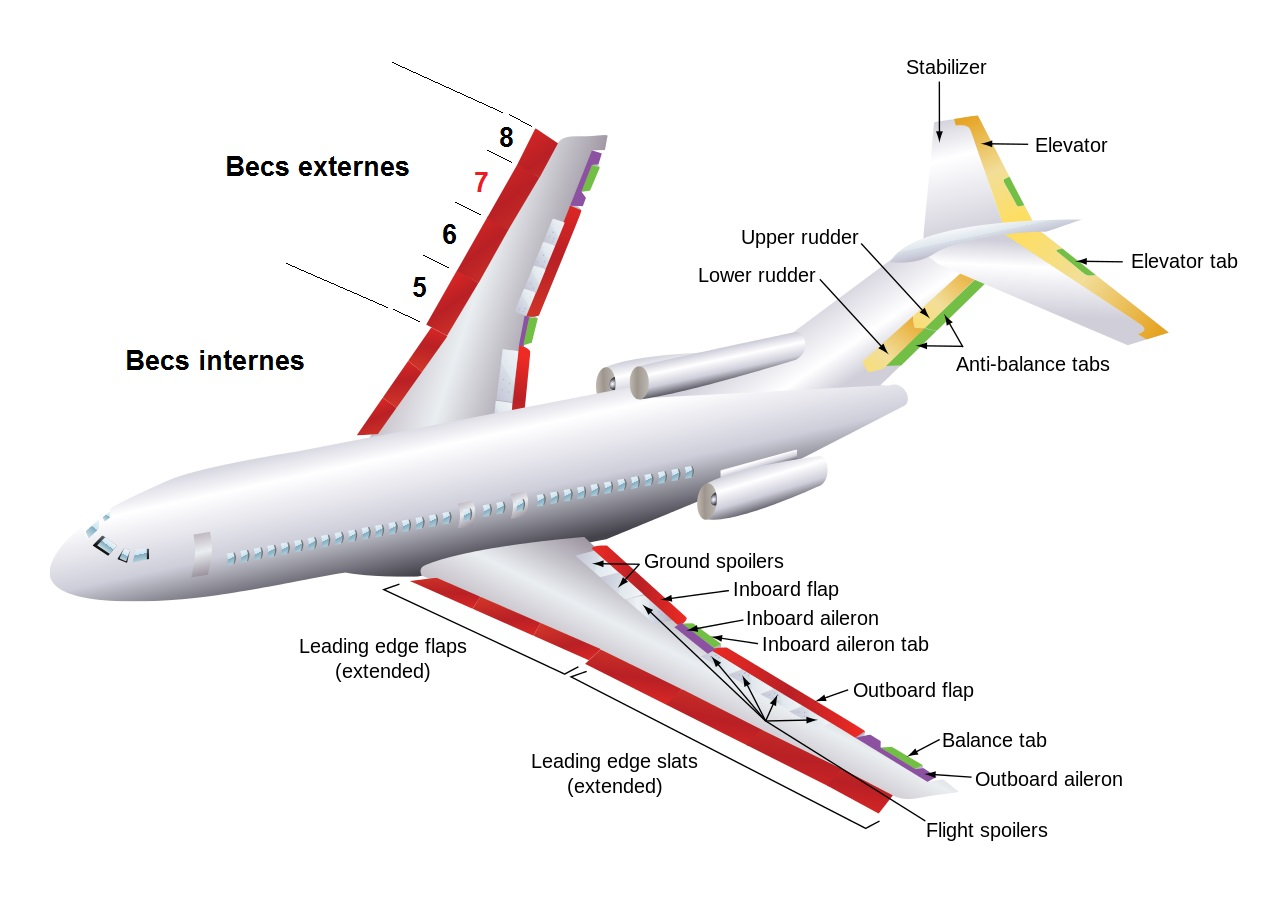
Schéma représentant la disposition des becs de bord d'attaque sur l'aile droite d'un Boeing 727. En rouge, le bec no 7.

Comme la majorité des autres avions de ligne, le Boeing 727 dispose de dispositifs hypersustentateurs, les becs de bord d'attaque et les volets de bord de fuite, pour augmenter la cambrure de ses ailes et augmenter sa portance à basse vitesse. Les becs sont séparés en deux groupes et numérotés comme suit :
Sur la partie proche du fuselage, il y a trois becs de type « Krueger » de chaque côté, qui se déploient en pivotant depuis l'intrados de l'aile et permettent d'augmenter la courbure des ailes. Sur la partie extérieure des ailes (la plus éloignée du fuselage), il y a quatre becs à fente rétractables de chaque côté, qui se déploient essentiellement en coulissant et ont pour but d'améliorer les caractéristiques et les performances des ailes aux fortes incidences. Ils sont numérotés de 1 à 4 sur l'aile gauche et de 5 à 8 sur l'aile droite. La vitesse maximale autorisée avec les becs déployés est de 445 km/h, tandis que la vitesse maximale autorisée pour les déployer (rentrée et sortie) est de 426 km/h.

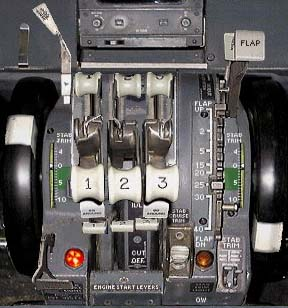
Vue rapprochée du bloc-manettes contenant les trois manettes de gaz (pour les trois moteurs) et à droite, portant l'indication « FLAP », la manette de commande des becs et volets du Boeing 727.

Ces éléments sont commandés par une manette à l'intérieur du cockpit, qui dispose de plusieurs positions préréglées à appliquer selon la phase du vol. Ils ne peuvent pas être déployés séparément, la manette intervient sur les positions de tous les éléments en même temps. Sur le Boeing 727, il y a huit positions disponibles :
- UP : (signifiant « haut », en anglais) Tous les éléments sont rétractés[26]. On parle de « configuration lisse ». Cette configuration est celle du vol normal de croisière ;
- 2 : Les volets glissent vers l’arrière mais ne s'inclinent vers le bas que de 2°. Seulement la moitié des becs extérieurs sont déployés : la paire 2 et 3 (à gauche) et la paire 6 et 7 (à droite)[26] ;
- 5 : Les volets glissent encore vers l'arrière, en s’inclinant de 5°. Tous les becs — extérieurs et intérieurs — sont déployés[26] ;
- Positions 15, 20, 25, 30 et 40 : Les becs sont déployés. Les volets s'inclinent de plus en plus vers le bas, avec des angles respectivement de 15, 25, 30 et 40°[26]. La position 40 est utilisée à l'atterrissage uniquement, créant une grande portance et une forte traînée, conditions idéales pour une distance d'atterrissage relativement courte.

Les pilotes du Boeing 727 avaient entendu parler d'une rumeur prétendant qu'il était possible d'améliorer les performances aérodynamiques de l'avion en déployant les volets sur la position « 2 » (la première) en vol de croisière à haute altitude, ce qui permettait théoriquement d'augmenter virtuellement la surface alaire sans produire de traînée supplémentaire,. Il fallait cependant empêcher les becs de se déployer, car s'ils étaient sortis à grande vitesse, ils détruisaient la portance de toute la partie de l'aile située derrière eux. Il était toutefois normalement impossible d'agir séparément sur les becs, tous les éléments étant contrôlés ensemble par la manette de réglage des volets. Afin de parvenir à « coincer » les becs en position rétractée, il fallait désactiver les disjoncteurs du circuit électrique de commande des becs, qui étaient accessibles depuis le cockpit.
Le soir du 4 avril 1979 vers 22 h 0, le temps étant calme et dégagé, l'équipage du vol 841 a décidé de tenter cette manipulation improvisée, peu après avoir reçu l'autorisation de monter du niveau de vol FL350 vers le FL390, soit de  10 700 à 11 900 m. Lorsque le commandant a abaissé la manette des volets sur la première position, après avoir auparavant tiré sur les disjoncteurs des becs pour les « désactiver », tout ne s'est pas passé comme prévu, les paires de becs nos 2/3 et 6/7 sortant quand même en même temps que les volets. L'avion s'est mis à fortement trembler et le pilote, apeuré, a décidé de vite remonter la manette pour revenir à la position « UP » (tous les dispositifs rétractés). Il était cependant déjà trop tard : la pression du vent relatif ayant déformé l'un des becs, le no 7, ce dernier n'est pas parvenu à se rétracter et est resté partiellement ou complètement sorti, alors que les autres étaient revenus à leur position initiale. Avec un seul bec sorti d'un côté — le côté droit —, l'avion a été victime d'une dissymétrie de portance et a commencé à brusquement s'incliner en roulis sur la droite.
Les pilotes ont immédiatement désactivé le pilotage automatique, qui était encore en fonction lors de leur « expérience » improvisée, puis ont tenté d'agir sur les ailerons puis le palonnier pour rétablir l'assiette de l'avion, mais sans y parvenir. Après plusieurs inclinaisons sur la droite, l'avion a finalement effectué un tonneau avant de plonger à la verticale vers le sol, perdant 10 000 m d'altitude en seulement une minute. Afin de tenter de ralentir l'avion, qui arrivait dangereusement en survitesse, les pilotes ont ramené la manette des gaz à zéro et tenté plusieurs fois de sortir les aérofreins, mais en vain, ceux-ci étaient déformés et plaqués contre l'aile par la pression de l'air, perdant toute efficacité. En dernier recours, les pilotes ont alors sorti le train d'atterrissage, afin de créer de la traînée et tenter de récupérer l'avion, qui approchait dangereusement du sol à grande vitesse. Les portes des logements de trains ont été arrachées. En même temps, alors que l'avion effectuait son deuxième tonneau, le bec no 7, qui était resté coincé, a lui aussi été arraché par la pression de l'air, ce qui a passablement rétabli la distribution de la portance sur les ailes et stoppé les tonneaux incontrôlables. Tirant à fond sur les commandes, les pilotes sont finalement parvenus à redresser l'avion à une altitude de 1 500 m, après avoir encaissé une accélération de plusieurs g et perdu plusieurs morceaux de l'avion dans l'action, dont une partie des surfaces de contrôle et des dispositifs hypersustentateurs. Lors du rétablissement, les pilotes ont tellement tiré fort sur les commandes que l'avion s'est retrouvé cabré à un angle de 50°, mais il n'a pas décroché grâce à sa vitesse encore élevée à ce moment-là. Vers 3 900 m d'altitude, les pilotes ont réussi à repousser les manettes et à stabiliser l'avion.
L'avion a finalement pu se poser en urgence à l'aéroport de Détroit, avec seulement huit passagers légèrement blessés à bord mais de gros dégâts sur sa structure.

## Documentaire télévisé
Cet incident aérien fut le sujet d'un reportage de la chaîne CBS News titré : « The Plane that Fell From The Sky ». Ce reportage remporta un Peabody Award en 1983. L'incident a également fait l'objet d'un épisode dans la série télévisée Air Crash nommé « Danger sur le Michigan » (saison 22, épisode 6).